# Roger de Lauria (F-112)
La fragata Roger de Lauria (F-112) es la segunda fragata de la clase Bonifaz de la Armada Española de nueva generación especializadas en ASW, serán las encargadas de sustituir a las fragatas clase Santa María (F-80) a partir de 2026. La autorización para la construcción de las 5 fragatas F-110 se produjo en marzo de 2019. La Roger de Lauria (F-112) entrará en servicio en 2029.

## Construcción
El 9 de agosto de 2023, cuando se colocó la quilla de su gemelo Bonifaz (F-111), se anunció que se iniciarían los trabajos de construcción de Roger de Lauria (F-112) antes de finalizar 2023. El 16 de diciembre de 2023 se inició la construcción del buque nombrado en honor a Roger de Lauria.

### Desarrollos relacionados
- Bonifaz (F-111)
- Menéndez de Avilés (F-113)
- Luis de Córdova (F-114)
- Barceló (F-115)

### Secuencias de designación
Clase Júpiter→Clase Eolo→Clase Pizarro→Clase Descubierta→Clase Baleares→Clase Santa María→Clase Álvaro de Bazán→Clase F-110→Clase F-120

### Listas relacionadas
Fragatas con motor de la Armada Española